# 星际旅行VII：日换星移
《星际旅行VII：日换星移》（英語：Star Trek Generations）是1994年的一部科幻电影，亦是《星际迷航》科幻系列的第7部电影，还是《星际旅行：下一代》演员出演的第一部星旅电影。这部电影在票房上的成绩并不十分理想，影评人的评论也各有千秋。

## 劇情
23世紀末期 (西元2293年)，企業號-B開始了她的處女航，而寇克晉升官階，不再擔任艦長的職務。這艘星艦在首航途中，必須從一條神秘的能量帶中拯救一群艾爾-奧瑞安難民，但這次救援讓寇克上將消失在企業號-B之中。七十八年後 (西元2371年)，當初一名艾爾-奧瑞安倖存者帶領企業號-D的船員與克林貢的杜拉斯姐妹發生了一場致命的對抗，他計劃重新進入幾年前幾乎摧毀他的能量帶。

克林貢的杜拉斯姐妹盜取了企業號-D的護盾頻率，並向它開火。儘管企業號-D成功擊毀了杜拉斯姐妹的飛船，但是曲速引擎冷卻系統被損壞，導致了緊急的碟艦分離程序。當碟型艙開始逃生時，工程艙發生了曲速核心破裂。其產生的震波碰撞了碟型艙，癱瘓了碟型艙的推進器和其他主要系統，並將其推入維里迪安III星的大氣層裡，由於行星的重力，碟型艙墜落在行星上，其損壞不能修復。
企業號-D後來由企業號-E (NCC-1701-E) 取代。

## 演員
| 角色                                 | 演員                                   | 備註                            |
| ------------------------------------ | -------------------------------------- | ------------------------------- |
| 詹姆士·T·寇克（James Tiberius Kirk） | 威廉·薛特納 (William Shatner)          | 星際艦隊上將                    |
| 蒙哥馬利·史考特（Montgomery Scott）  | 詹姆斯·督漢（James Montgomery Doohan） | 星際艦隊上校                    |
| 帕夫·契可夫（Pavel Chekov）          | 沃爾特·凱尼格（Walter Koenig）         | 星際艦隊中校                    |
| 約翰·哈里曼（John Harriman）         | 亞倫·盧克（Alan Ruck）                 | 企業號-B艦長                    |
| 德莫拉·蘇魯（Demora Sulu）           | 賈桂琳·金（Jacqueline Kim）            | 企業號-B舵手                    |
| 尚-路克·畢凱（Jean-Luc Picard）      | 派崔克·史都華（Patrick Stewart）       | 企業號-D艦長 上校               |
| 威廉·瑞克（William Riker）           | 強納森·佛瑞克斯（Jonathan Frakes）     | 企業號-D大副 中校               |
| 百科(DATA)                           | 布蘭特·史賓納（Brent Spiner）          | 企業號-D二副/科學官 少校        |
| 鷹眼 喬迪·拉弗吉（Geordi La Forge）  | 勒瓦爾·布爾頓（LeVar Burton）          | 企業號-D輪機長 少校             |
| 武夫（Worf）                         | 米切爾·道恩（Michael Dorn）            | 企業號-D三副/安全長/戰術官 上尉 |
| 貝芙莉·克拉夏（Dr. Beverly Crusher） | 蓋茲·邁克范登（Gates McFadden）        | 企業號-D首席醫官 中校           |
| 星異 荻安娜·特洛伊（Deanna Troi）    | 瑪莉娜·佘提斯（Marina Sirtis）         | 企業號-D駐艦心理顧問 中校       |
| 索倫（Tolian Soran）                 | 麥坎·邁道爾（Malcolm McDowell）        | 艾爾-奧瑞安科學家 超過300歲     |

## 花絮
在《星艦迷航記VII：日換星移》DVD中的解說裡提到，讓企業號-D墜毀的現實原因之一，是《〈銀河飛龍〉技術指南》中的一幅碟型艙墜毀概念圖。《銀河飛龍》的編劇羅納德·穆爾（Ronald D. Moore）、傑瑞·泰勒（Jeri Taylor）與布藍儂·布拉加（Brannon Braga）看到了這幅圖並打算在第六季的一個兩集故事中創造出一個碟艙墜毀的場面，但由於預算限制和製片人麥克·派勒的反對而未成行。